# Kohanivka, Lîpoveț
Kohanivka (în ucraineană Коханівка) este un sat în comuna Kozînți din raionul Lîpoveț, regiunea Vinnița, Ucraina.

## Demografie
Componența lingvistică a localității Kohanivka
     Ucraineană (99,33%)
     Alte limbi (0,67%)
Conform recensământului din 2001, majoritatea populației localității Kohanivka era vorbitoare de ucraineană (99,33%), existând în minoritate și vorbitori de alte limbi.